# Kamino tilintetgjort
"Kamino tilintetgjort" (originaltitel: "Kamino Lost" er 16. afsnit i web-serien Star Wars: De hårde hunde (Star Wars The Bad Batch). Afsnittet udkom den 13. august, 2021. Det er det sidste afsnit i første sæson, og afslutningen på den to-delte story-line som var startet i det forrige afsnit.

## Handling
De Hårde Hunde er fanget i vraget af Tipoca City på bunden af Kaminos hav efter den voldsomme beskydning fra de kejserlige stjernekrydsere. Efter vraget lander på havbunden, forsøger de at flygter op til overfladen via rørbanen som fører over til landingsplatformen hvor deres skib er. Men de havner i Nala Ses private laboratorium. De er i stand til at flygte via forsøgskapsler og de bliver ført op til overfladen af AZI-3 som dog løber tør for strøm. Omega dykker ned for at redde ham og drukner næsten, men de reddes begge to af Crosshair. Da de når op til platformen, vælger Crosshair at blive hos Imperiet, mens de Hårde Hunde flyver væk fra Kamino. På en anden planet bliver Nala Se ført hertil og bliver mødt af en uidentificeret videnskabskvinde.

## Medvirkende
- Dee Bradley Baker som "De hårde hunde", "Hunter", "Wrecker", "Tech", "Echo"
  - CT-9904, "Crosshair"
  - En klonsoldat på Admiral Ramparts venator-klasse krydser
- Michelle Ang som Omega
- Helen Sedler som kejserlige lægeofficer
- Noshir Dalal som Admiral Rampart

### Danske stemmer
| Skuespiller           | Rolle(r) |
| --------------------- | --- |
| Henrik Jandorf        | De Hårde Hunde,"Hunter", "Wrecker", "Tech", "Echo", "Crosshair", klonsoldat på Admiral Ramparts venator-klasse krydser |
| Sandra Bochmann       | Omega |
| Jon Gudmand Lei Lange | Admiral Rampart |